# رودریگو پوسو
رودریگو پوسو (به پرتغالی: Rodrigo Posso Moreno) دروازه‌بان اهل برزیل است که در شهر Moreira Sales و در تاریخ ۱۶ مهٔ ۱۹۷۶ به دنیا آمده‌است.
رودریگو پوسو در تیم‌های فوتبال کروزیرو سابقهٔ حضور دارد.